# BMW Sauber F1
Das BMW Sauber F1 Team war ein deutscher Formel-1-Rennstall und das Werksteam des Automobilherstellers BMW. Es war von 2006 bis 2009 in der höchsten Motorsportklasse vertreten und ging aus dem schweizerischen Vorgängerteam Sauber hervor. Hauptsitz und Produktionsstandort war Hinwil in der Schweiz, die Motoren wurden in München gefertigt. Nach der Saison 2009 zog sich BMW aus der Formel 1 zurück und verkaufte seine Anteile von 80 Prozent am Team an den ursprünglichen Besitzer Peter Sauber.
BMW war bereits in den 1980er Jahren als Motorenlieferant in der Formel 1 aufgetreten. Mit Nelson Piquet und dem Brabham-Team wurde BMW 1983 Weltmeister – als erste im Turbo-Zeitalter. Wiederaufgenommen wurde dieses Engagement etwa 15 Jahre später, als BMW von 2000 bis 2005 Williams mit Motoren belieferte. Siehe dazu auch BMW Motorsport.

## Geschichte

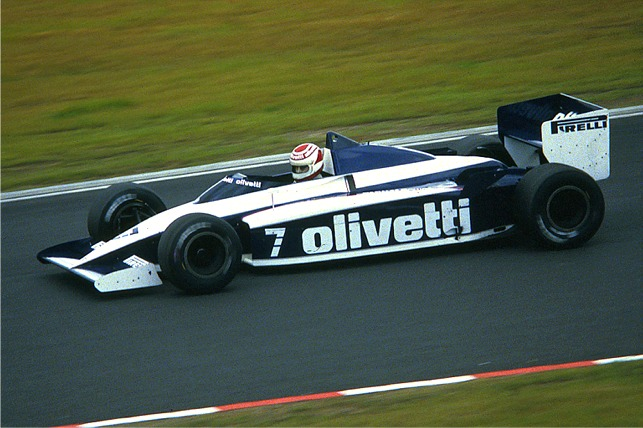
Nelson Piquet auf Brabham-BMW 1985

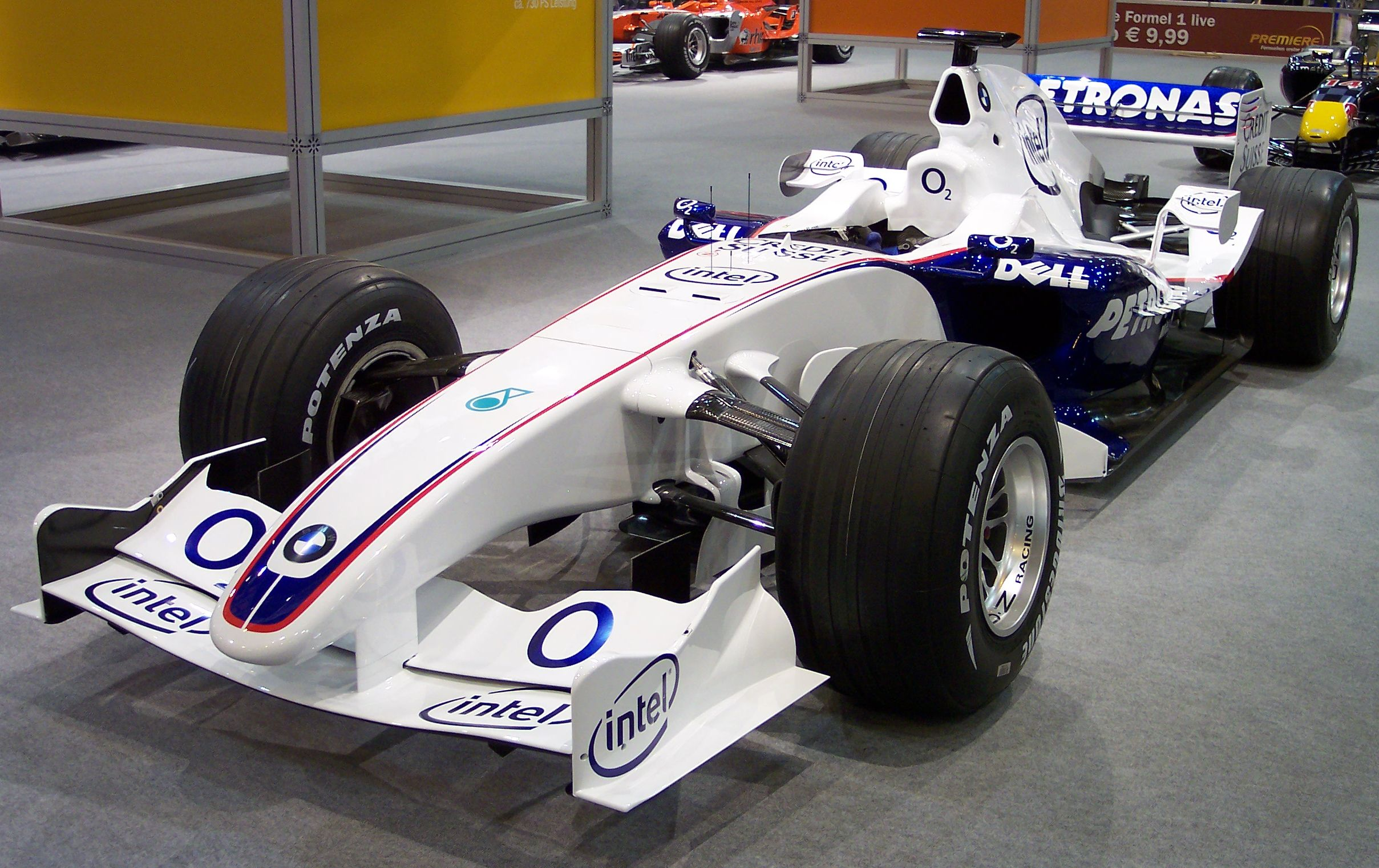
BMW Sauber F1, 2006

BMW übernahm zum 1. Januar 2006 die Mehrheit am ehemaligen Rennstall von Peter Sauber und gründete damit sein eigenes Werksteam. Der Name „Sauber“ wurde dabei weiter im Teamnamen belassen. Auch der Standort Hinwil des vormaligen Sauber-Teams wurde beibehalten sowie der Großteil der Sauber-Mannschaft übernommen. Peter Sauber blieb beim BMW Sauber F1 Team weiterhin als Berater tätig.
BMW hatte sich nach der Saison 2005 vom bisherigen Partner Williams getrennt und führt sein Formel-1-Engagement nun mit einem eigenen Team fort.
Als erster Fahrer wurde Nick Heidfeld aus der bisherigen Partnerschaft mit Williams verpflichtet. Als zweiten Fahrer bestätigte das Team den ehemaligen Sauber-Fahrer und Weltmeister von 1997 Jacques Villeneuve am 1. Dezember 2005. Testfahrer des Teams war Robert Kubica. Der Pole übernahm beim Großen Preis von Ungarn das Steuer von Villeneuve und bestritt alle weiteren Rennen der Saison 2006. Bei seinem Debüt wurde Kubica disqualifiziert, da sein Auto zwei Kilogramm zu leicht war. Das Team verlor damit Platz sieben und zwei WM-Punkte. Nick Heidfeld kam als Dritter ins Ziel und feierte so den ersten Podestplatz des jungen Teams. Nach diesem Rennen wurde der laufende Vertrag mit Villeneuve mit sofortiger Wirkung im gegenseitigen Einvernehmen aufgelöst und Kubica für die weiteren Rennen als zweiter Fahrer eingesetzt.

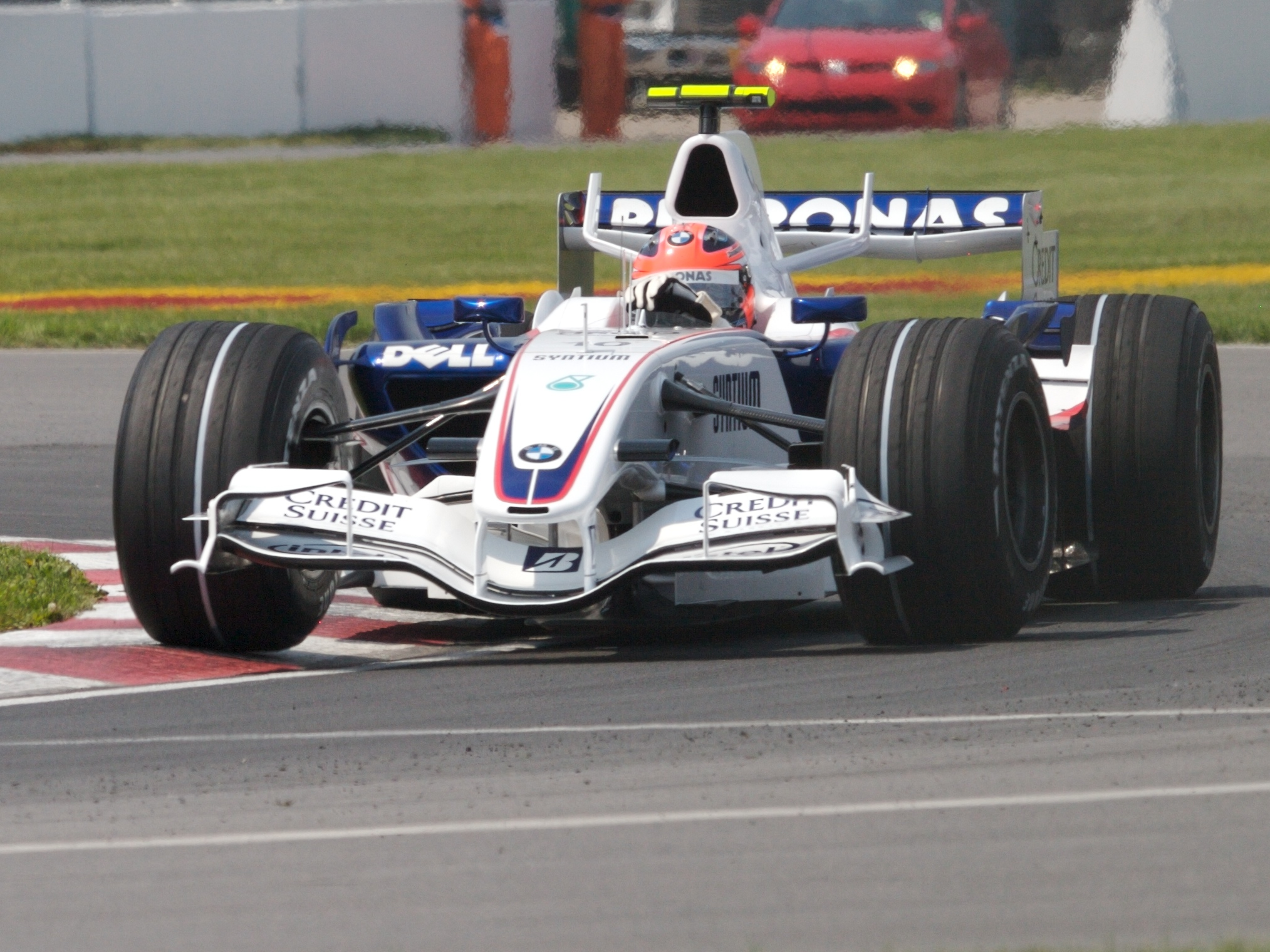
Erste Pole in der Formel 1: Robert Kubica

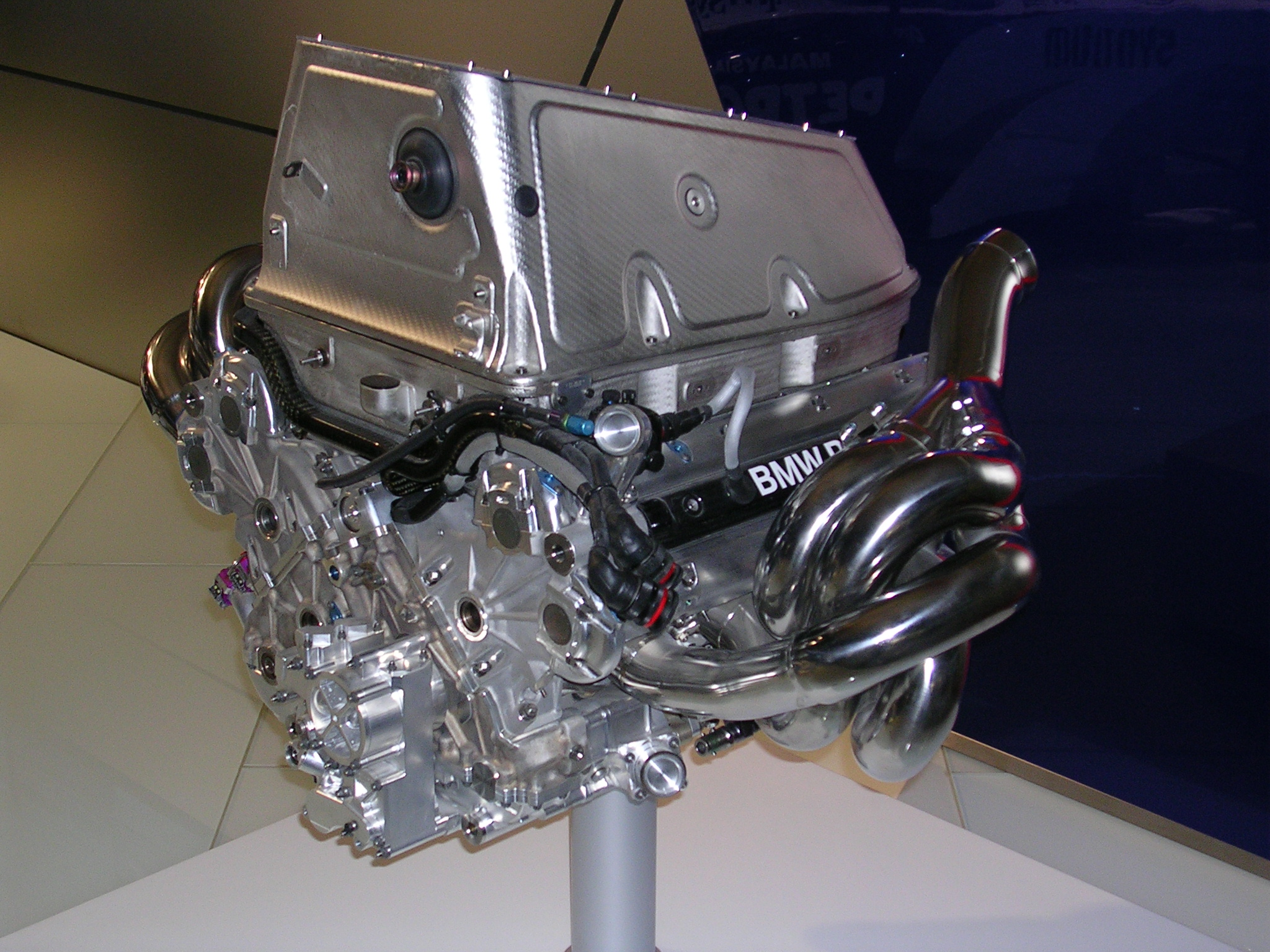
Der P86-V8-Motor von 2006

Am 10. September 2006 fuhr das BMW Sauber F1 Team mit Robert Kubica beim Großen Preis von Italien in Monza erneut auf das Podest. Teamkollege Nick Heidfeld landete auf dem achten Platz und holte einen weiteren WM-Punkt für das Team. Mit einem guten Abschneiden im Qualifying hatten die Fahrer des BMW-Sauber-F1-Teams den Grundstein für das gute Rennresultat gelegt. Heidfeld platzierte sich als Dritter in der zweiten Startreihe, Kubica ging als Sechster ins Rennen. Im Verlauf seiner ersten Saison fuhr das BMW Sauber F1 Team 2006 insgesamt 15 Mal in die Punkteränge. Mit 36 WM-Zählern belegte das Team den fünften Platz in der Konstrukteurswertung.
2007 fuhr das BMW Sauber F1 Team erneut mit Nick Heidfeld und Robert Kubica und konnte sich in den ersten Rennen als drittes Top-Team etablieren.
Während der Saison verließ Test- und Ersatzfahrer Sebastian Vettel das Team, um bei Toro Rosso ab dem Großen Preis von Ungarn Stammfahrer Scott Speed zu ersetzen.
Bei dem für die Saison 2008 verwendeten Chassis F1.08 handelte es sich um eine Evolution des Vorjahresmodells F1.07.
Das erste Rennen der Saison 2008 konnte Nick Heidfeld auf dem zweiten Platz beenden. Robert Kubica, der in der Qualifikation noch einen sensationellen zweiten Rang errungen hatte, musste das Rennen nach einer Kollision mit Williams-Pilot Kazuki Nakajima vorzeitig beenden. Im zweiten Rennen der Saison 2008 bestätigte das BMW Sauber F1 Team dieses Resultat und belegte mit Robert Kubica wiederum den zweiten Rang. Beim Qualifying zum dritten Saison-Rennen in Bahrain errang das BMW Sauber F1 Team mit Robert Kubica ihre erste Pole-Position in der Formel 1. Das Rennen beendete das BMW Sauber F1 Team mit Robert Kubica auf Rang 3 und Nick Heidfeld auf Rang 4. Damit rückte das Team in der Konstrukteurswertung dank seiner Konstanz erstmals vorläufig auf den 1. Platz vor.

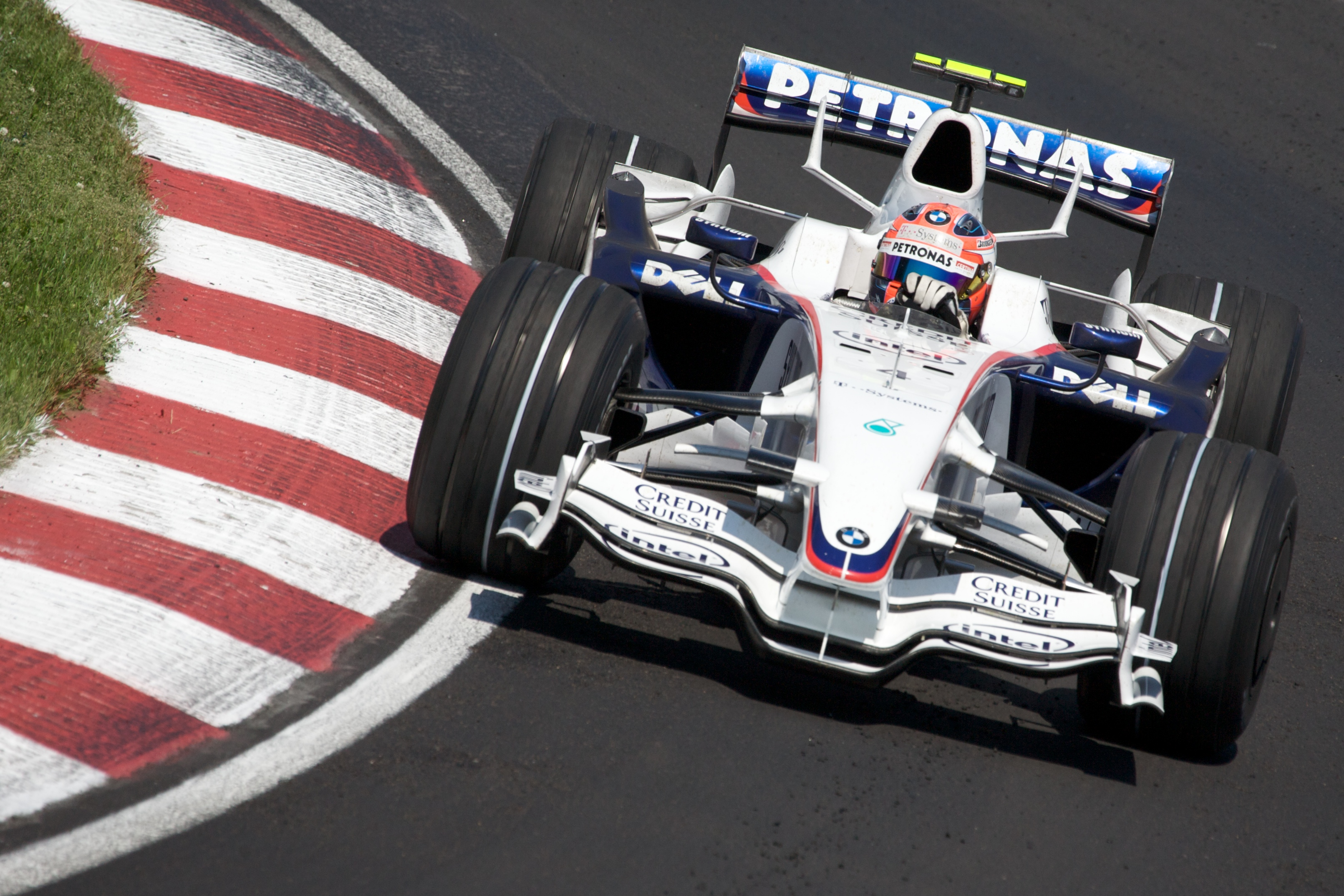
Der spätere Rennsieger Robert Kubica beim Großen Preis von Kanada 2008

Am 8. Juni 2008 beim Grand Prix von Kanada in Montreal gelang Robert Kubica der erste Formel-1-Sieg für das BMW Sauber F1 Team. Zweiter wurde Nick Heidfeld. Das Team beendete die Saison als 3. in der Konstrukteurswertung mit 135 Punkten.
In der Saison 2009 konnte das Team nicht mehr an die starken Vorjahresleistungen anknüpfen und holte in den ersten zehn Rennen (bis zum Großen Preis von Ungarn) lediglich zwölf Punkte. Am 29. Juli 2009 gab BMW daraufhin den Ausstieg aus der Formel 1 zum Ende der Rennsaison 2009 bekannt.
Am 15. September 2009 gab BMW bekannt, mit der zunächst als „eine in der Schweiz ansässige Stiftung“ angepriesenen Qadbak Investments Ltd eine Einigung über den Verkauf des BMW Sauber F1 Teams erzielt zu haben. Wenige Tage später geriet Qadbak Investments Ltd, bei der es sich in Wirklichkeit um eine auf den Jungferninseln eingetragenen Gesellschaft handelt und die bereits mit dem Kauf des englischen Fußballvereins Notts County für Aufsehen sorgte, wegen der Unklarheit über die Herkunft des Geldes sowie einer vom Handlungsbevollmächtigten der Qadbak Investments Ltd abgesessenen Gefängnisstrafe wegen Versicherungsbetrugs in die Negativschlagzeilen. Laut Medienberichten bestand Unklarheit, ob der Verkauf des BMW Sauber F1 Teams an Qadbak Investments Ltd überhaupt zustande gekommen war. Ebenfalls bestanden Zweifel an der Echtheit der von Qadbak Investments Ltd genannten Namen von Investoren. Peter Trembling und Russell King, Direktor bzw. Handlungsbevollmächtigter von Qadbak Investments Ltd, versuchten auf ähnliche Weise bereits rund vier Jahre zuvor mittels der auf Jersey registrierten und mittlerweile in Liquidation befindlichen „Belgravia Group“ den damaligen Rennstall Jordan sowie den englischen Fußballverein Newcastle United zu übernehmen.

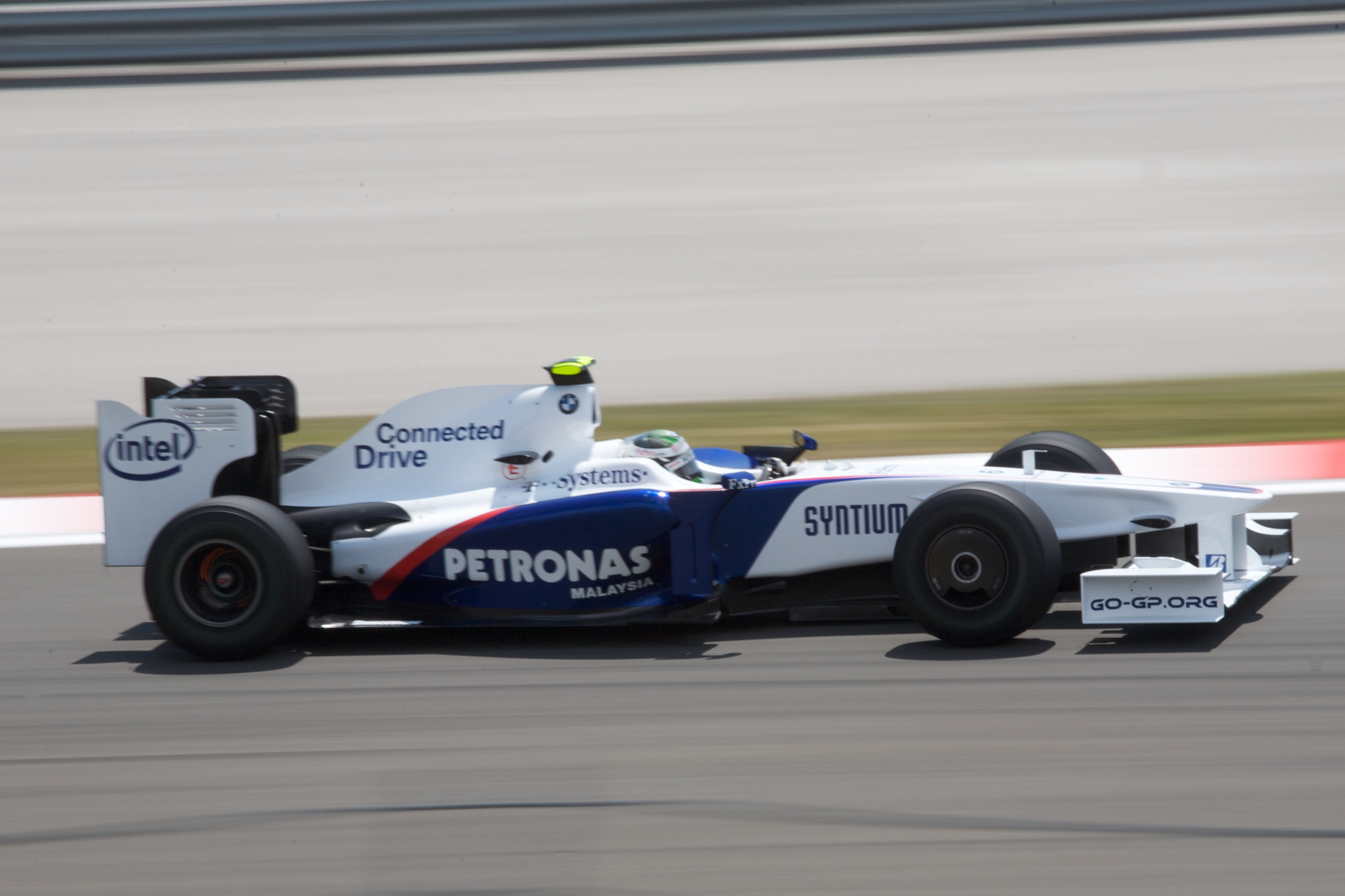
Nick Heidfeld beim Großen Preis der Türkei 2009

Am 27. November 2009 gab BMW bekannt, dass Peter Sauber das Team zurückkauft – unter der Bedingung, dass das Team einen Startplatz für die Formel-1-Saison 2010 erhält. Der im September 2009 angekündigte Verkauf an Qadbak wurde damit nicht vollzogen. Die Vereinbarung mit Peter Sauber sah unter anderem einen Stellenabbau von 388 auf rund 250 Arbeitsplätze vor.
Am 3. Dezember 2009 wurde das bisherige BMW Sauber F1 Team durch die FIA als Teilnehmer für die Saison 2010 bestätigt. Durch den Rückzug von Toyota Racing war ein Platz frei geworden. Das Team von Peter Sauber war dadurch in der Saison 2010 im Starterfeld vertreten und zunächst unter dem bisherigen Namen BMW Sauber F1 Team gemeldet. Die Namensänderung erfolgte im Saisonverlauf.

## Zahlen und Daten

### Statistik in der Formel 1
| Saison | Teamname           | Chassis          | Motor            | Reifen | Grand Prix | Siege | Zweiter | Dritter | Poles | schn. Runden | Punkte | WM-Rang |
| ------ | ------------------ | ---------------- | ---------------- | ------ | ---------- | ----- | ------- | ------- | ----- | ------------ | ------ | ------- |
| 2006   | BMW Sauber F1 Team | BMW Sauber F1.06 | BMW P86/6 2.4 V8 | M      | 18         | –     | –       | 2       | –     | –            | 36     | 5.      |
| 2007   | BMW Sauber F1 Team | BMW Sauber F1.07 | BMW P86/7 2.4 V8 | B      | 17         | –     | 1       | 1       | –     | –            | 101    | 2.      |
| 2008   | BMW Sauber F1 Team | BMW Sauber F1.08 | BMW P86/8 2.4 V8 | B      | 18         | 1     | 7       | 3       | 1     | 2            | 135    | 3.      |
| 2009   | BMW Sauber F1 Team | BMW Sauber F1.09 | BMW P86/9 2.4 V8 | B      | 17         | –     | 2       | –       | –     | –            | 36     | 6.      |
| Gesamt | Gesamt             | Gesamt           | Gesamt           | Gesamt | 70         | 1     | 10      | 6       | 1     | 2            | 308    |         |

### Alle Fahrer des BMW Sauber F1 Teams
| Name               | Jahre     | Grand Prix | Punkte | Siege | Zweiter | Dritter | Poles | SR | beste WM-Pos. |
| ------------------ | --------- | ---------- | ------ | ----- | ------- | ------- | ----- | -- | ------------- |
| Nick Heidfeld      | 2006–2009 | 70         | 163    | –     | 6       | 2       | –     | 2  | 5. (2007)     |
| Robert Kubica      | 2006–2009 | 57         | 137    | 1     | 4       | 4       | 1     | –  | 4. (2008)     |
| Jacques Villeneuve | 2006      | 12         | 7      | –     | –       | –       | –     | –  | 15. (2006)    |
| Sebastian Vettel   | 2007      | 1          | 1      | –     | –       | –       | –     | –  | 14. (2007)    |

### Ergebnisse in der Formel 1
| Saison | Chassis          | Fahrer        | Nr. | 1   | 2   | 3  | 4   | 5  | 6   | 7   | 8  | 9   | 10  | 11 | 12  | 13  | 14  | 15  | 16  | 17 | 18  | Punkte | Rang |
| ------ | ---------------- | ------------- | --- | --- | --- | -- | --- | -- | --- | --- | -- | --- | --- | -- | --- | --- | --- | --- | --- | -- | --- | ------ | ---- |
| 2006   | BMW Sauber F1.06 |               |     |     |     |    |     |    |     |     |    |     |     |    |     |     |     |     |     |    |     | 36     | 5.   |
| 2006   | BMW Sauber F1.06 | N. Heidfeld   | 16  | 12  | DNF | 4  | 13  | 10 | 8   | 7   | 7  | 7   | DNF | 8  | DNF | 3   | 14  | 8   | 7   | 8  | 17* | 36     | 5.   |
| 2006   | BMW Sauber F1.06 | J. Villeneuve | 17  | DNF | 7   | 6  | 12  | 8  | 12  | 14  | 8  | DNF | DNF | 11 | DNF |     |     |     |     |    |     | 36     | 5.   |
| 2006   | BMW Sauber F1.06 | R. Kubica     | 17  |     |     |    |     |    |     |     |    |     |     |    |     | DSQ | 12  | 3   | 13  | 9  | 9   | 36     | 5.   |
| 2007   | BMW Sauber F1.07 |               |     |     |     |    |     |    |     |     |    |     |     |    |     |     |     |     |     |    |     | 101    | 2.   |
| 2007   | BMW Sauber F1.07 | N. Heidfeld   | 09  | 4   | 4   | 4  | DNF | 6  | 2   | DNF | 5  | 6   | 6   | 3  | 4   | 4   | 5   | 14* | 7   | 6  |     | 101    | 2.   |
| 2007   | BMW Sauber F1.07 | R. Kubica     | 10  | DNF | 18  | 6  | 4   | 5  | DNF | INJ | 4  | 4   | 7   | 5  | 8   | 5   | 9   | 7   | DNF | 5  |     | 101    | 2.   |
| 2007   | BMW Sauber F1.07 | S. Vettel     | 10  |     |     |    |     |    |     | 8   |    |     |     |    |     |     |     |     |     |    |     | 101    | 2.   |
| 2008   | BMW Sauber F1.08 |               |     |     |     |    |     |    |     |     |    |     |     |    |     |     |     |     |     |    |     | 135    | 3.   |
| 2008   | BMW Sauber F1.08 | N. Heidfeld   | 03  | 2   | 6   | 4  | 9   | 5  | 14  | 2   | 13 | 2   | 4   | 10 | 9   | 2   | 5   | 6   | 9   | 5  | 10  | 135    | 3.   |
| 2008   | BMW Sauber F1.08 | R. Kubica     | 04  | DNF | 2   | 3  | 4   | 4  | 2   | 1   | 5  | DNF | 7   | 8  | 3   | 6   | 3   | 11  | 2   | 6  | 11  | 135    | 3.   |
| 2009   | BMW Sauber F1.09 |               |     |     |     |    |     |    |     |     |    |     |     |    |     |     |     |     |     |    |     | 36     | 6.   |
| 2009   | BMW Sauber F1.09 | N. Heidfeld   | 05  | 10  | 2   | 12 | 19  | 7  | 11  | 11  | 15 | 10  | 11  | 11 | 5   | 7   | DNF | 6   | DNF | 5  |     | 36     | 6.   |
| 2009   | BMW Sauber F1.09 | R. Kubica     | 06  | 14* | DNF | 13 | 18  | 11 | DNF | 7   | 13 | 14  | 13  | 8  | 4   | DNF | 8   | 9   | 2   | 10 |     | 36     | 6.   |

| Legende  | Legende            | Legende                                                          |
| Farbe    | Abkürzung          | Bedeutung                                                        |
| -------- | ------------------ | ---------------------------------------------------------------- |
| Gold     | –                  | Sieg                                                             |
| Silber   | –                  | 2. Platz                                                         |
| Bronze   | –                  | 3. Platz                                                         |
| Grün     | –                  | Platzierung in den Punkten                                       |
| Blau     | –                  | Klassifiziert außerhalb der Punkteränge                          |
| Violett  | DNF                | Rennen nicht beendet (did not finish)                            |
| Violett  | NC                 | nicht klassifiziert (not classified)                             |
| Rot      | DNQ                | nicht qualifiziert (did not qualify)                             |
| Rot      | DNPQ               | in Vorqualifikation gescheitert (did not pre-qualify)            |
| Schwarz  | DSQ                | disqualifiziert (disqualified)                                   |
| Weiß     | DNS                | nicht am Start (did not start)                                   |
| Weiß     | WD                 | zurückgezogen (withdrawn)                                        |
| Hellblau | PO                 | nur am Training teilgenommen (practiced only)                    |
| Hellblau | TD                 | Freitags-Testfahrer (test driver)                                |
| ohne     | DNP                | nicht am Training teilgenommen (did not practice)                |
| ohne     | INJ                | verletzt oder krank (injured)                                    |
| ohne     | EX                 | ausgeschlossen (excluded)                                        |
| ohne     | DNA                | nicht erschienen (did not arrive)                                |
| ohne     | C                  | Rennen abgesagt (cancelled)                                      |
| ohne     | keine WM-Teilnahme |                                                                  |
| sonstige | P/fett             | Pole-Position                                                    |
| sonstige | 1/2/3/4/5/6/7/8    | Punktplatzierung im Sprint-/Qualifikationsrennen                 |
| sonstige | SR/kursiv          | Schnellste Rennrunde                                             |
| sonstige | *                  | nicht im Ziel, aufgrund der zurückgelegten Distanz aber gewertet |
| sonstige | ()                 | Streichresultate                                                 |
| sonstige | unterstrichen      | Führender in der Gesamtwertung                                   |

## Übersicht des letzten Personals
| Aufgabenbereich               | Name                 |
| ----------------------------- | -------------------- |
| Stammfahrer                   | Nick Heidfeld        |
| Stammfahrer                   | Robert Kubica        |
| Testfahrer                    | Christian Klien      |
| BMW-Motorsportdirektor        | Mario Theissen       |
| Managing Director             | Walter Riedl         |
| Chefingenieur                 | Willy Rampf          |
| Chefdesigner                  | Christoph Zimmermann |
| Chefaerodynamiker             | Willem Toet          |
| Leiter Antrieb                | Markus Duesmann      |
| Leiter Strömungstechnik (CFD) | Torbjoern Larsson    |
| Renningenieur Heidfeld        | Paul Russell         |
| Renningenieur Kubica          | Antonio Cuquerella   |
| Leiter Track Engineering      | Giampaolo Dall’Ara   |
| Chefmechaniker Rennteam       | Amiel Lindesay       |
| Leitender Testingenieur       | Ossi Oikarinen       |